# 岑特拉利诺耶农村居民点
岑特拉利诺耶农村居民点（俄语：Центральное сельское поселение）是俄罗斯联邦别尔哥罗德州拉基特诺耶区所属的一个农村居民点。其下辖有2个居民点，行政中心为岑特拉利诺耶。据2016年统计，该农村居民点的人口为915人。